# Elektrisch netwerk

Eenvoudig elektrisch netwerk van een voeding en een weerstand

Een elektrisch netwerk is een netwerk van elektrische componenten (netwerkelementen).
Een verbinding tussen twee knooppunten in een elektrisch netwerk is altijd een tweepool. Voorbeelden van zulke netwerkelementen zijn weerstanden, condensatoren, zelfinducties en schakelaars.

## Ideaal versus reëel netwerk
Een werkelijk fysiek bestaand elektrisch netwerk is te onderscheiden van een abstract theoretische elektrisch netwerk dat in symbolische vorm voor te stellen is uit geïdealiseerde componenten. Het is de kunst van de wetenschapper/ingenieur om daarbij de juiste vertaalslag te maken van de werkelijkheid naar de theorie en omgekeerd.
In een werkelijk fysiek elektrisch netwerk zijn componenten nooit ideaal. Een weerstand zou (nog afgezien van zijn afwijking van de ideale waarde, zie normen en tolerantie) bijvoorbeeld niet lineair kunnen zijn of daarnaast gevoelig voor bepaalde omgevings- en gebruiksfactoren zoals licht, temperatuur, straling, magnetisme, vocht, veroudering, stress enz. Dit hangt onder andere af van het gebruikte materiaal en de bewerking die de betreffende component heeft ondergaan.
Wanneer een bepaalde afhankelijkheid zeer sterk mocht zijn dan kan men die component als sensor beschouwen voor de (omgevings)factor waar hij gevoelig voor is. Het is de taak van de fabrikant om allerlei afhankelijkheden van zijn componenten in kaart te brengen. Sensoren en niet lineaire elementen kunnen niet in een elektrisch netwerk ondergebracht worden. Op dat moment kan men niet meer spreken over een elektrisch netwerk. Als uitzondering kan men wel de onderstaande wetten toepassen indien men die storende (omgevings)factor, als constant beschouwd.
In een theoretisch elektrisch netwerk kunnen componenten voorkomen die men in eerste instantie als zodanig niet eens kan opmerken in de fysieke werkelijkheid. Men noemt deze componenten dan parasitair, omdat ze meestal niet bewust zijn aangebracht en de werking ervan afbreuk doet aan de functie van de ontwerper van het elektrische netwerk. Men kan hierbij denken aan de (parasitaire) zelfinductie, weerstand en de capaciteit van bijvoorbeeld een eenvoudige koperen geleider. Toch kan door een slimme ontwerper juist gebruik worden gemaakt van deze eigenschappen om efficiënter zijn doel te bereiken.
Een elektrisch netwerk veronderstelt de mogelijkheid van meerdere rondgaande elektrische stromen. Theoretisch bestaat de mogelijkheid van één rondgaande stroom in twee of meer in serie geschakelde en op de uiteinden kortgesloten componenten. Echter in de praktijk is dat, abstract beschouwd zelfs met één component zo, indien men de parasitaire effecten in beschouwing neemt. Een simpele weerstand is tevens een dipool (kan magnetische golven ontvangen en uitzenden gezien zijn geleidbaarheid over een fysieke lengte), hij heeft een parasitaire capaciteit tussen zijn beide aansluitdraden en een parasitaire zelfinductie. Vandaar dat we bij de beschouwing het liefst uitgaan van een abstracte werkelijkheid die vertaald is in symbolen.

## Grootte
Een elektrisch netwerk kan zeer klein zijn (zie chip) maar ook zeer groot zoals bij een hoogspanningsnetwerk.

## Wetten
Om de stromen en spanningen in een elektrisch netwerk te berekenen zijn er een aantal wetten en theorema's:
- De Stelling van Norton
- De Stelling van Tellegen
- De Stelling van Thévenin
- De Ster-driehoektransformatie
- De wet van Ohm
- De Wetten van Kirchhoff

## Elektronisch netwerk
Wanneer er transistoren, operationele versterkers of andere actieve elementen bij geschakeld worden dan spreekt men over een elektronisch netwerk. Een elektrisch netwerk is lineair en daarop kunnen bovenstaande wetten, theorema's en transformatie worden toegepast. In een elektronisch netwerk kan dit niet tenzij men zich beperkt tot een deel van dat netwerk dat wel te beschouwen is als elektrisch netwerk.